# François Folie
François Folie est un astronome belge, né à Venlo le 11 décembre 1833 et mort à Liège le 29 janvier 1905.

## Biographie
C'est sous son administration à Liège (1872-1884) que sont construits la plupart des bâtiments de sciences et de médecine de cette époque, notamment l'observatoire de Cointe qui abritera l'Institut d'astrophysique dont il est ensuite directeur jusqu'en 1893. En 1883 il succède à Jean-Charles Houzeau de Lehaie comme directeur de l'observatoire royal de Belgique, dont il supervise le déménagement à Uccle. Il prend sa retraite en 1897.
Il correspond avec Rudolf Clausius et enseigne la théorie de la chaleur (1867). Il fait des travaux sur les mouvements d'un corps solide (1885), en géométrie (notamment avec Constantin Le Paige) et sur les réductions stellaires (Douze tables pour le calcul des réductions stellaires, 1883 ; Traité des réductions stellaires, 1888).
Il fait plusieurs séjours à l'observatoire de Bonn, en Allemagne actuelle, où il s'initie à l'astronomie avec Friedrich Wilhelm Argelander et Adalbert Krüger.
Vers la fin de sa vie il publie un résumé de ses travaux sous le titre Trente-cinq années de travaux mathématiques et astronomiques.
Il est membre de l'Académie royale.
Il est le père de Franz Folie, poète, auteur dramatique et historien belge connu sous le pseudonyme de Franz Ansel, né le 14 avril 1874 à Liège et mort le 27 octobre 1937 à Bruxelles, quant à lui membre de l'Académie royale de langue et de littérature françaises de Belgique en 1934.

## Compléments